# Schlacht bei Taillebourg
Die Schlacht bei Taillebourg war ein militärischer Zusammenstoß im Frankreich des hohen Mittelalters zwischen dem König von Frankreich und dem König von England. Sie bildete zugleich den entscheidenden Höhepunkt eines kriegerischen Konflikts zwischen beiden Königen, der sich 1242 und 1243 hauptsächlich in der französischen Provinz Saintonge abspielte, weshalb er oft auch als Saintongekrieg (engl.: Saintonge-War) bezeichnet wird. Die Schlacht fand am 21. und 23. Juli 1242 zwischen Taillebourg und Saintes im heutigen Département Charente-Maritime statt und endete mit einem Sieg des französischen Heeres.

## Vorgeschichte
Zu Beginn des 13. Jahrhunderts wurde der französische Herrschaftskomplex der Dynastie Plantagenet, die auch Könige von England waren, von König Philipp II. August im Französisch-Englischen Krieg zerschlagen. Die Plantagenets verloren die Normandie wie auch das Anjou, Maine und Touraine. Mit einem Sieg in der Schlacht bei Bouvines 1214 konnte König Philipp II. den Versuch des Plantagenet Johann Ohneland, die verlorenen Gebiete zurückzuerobern, abwehren. König Ludwig VIII. konnte bei einem Feldzug 1224 (→ Französisch-Englischer Krieg von 1224 bis 1225) auch die Grafschaft Poitou sowie den Großteil der Gascogne erobern. In einem Gegenfeldzug konnten die Engländer 1225 die Kontrolle über die Gascogne zurückerobern. Ab 1227 plante der junge englische König Heinrich III., der Sohn von Johann Ohneland, einen neuen Feldzug, um die Besitzungen seines Vaters zurückzuerobern. Sein Frankreichfeldzug von 1230 scheiterte jedoch völlig. Das so genannte angevinische Reich der Plantagenets fand damit sein faktisches Ende.
Dennoch war Heinrich III. nicht bereit, die Verluste seiner Familie anzuerkennen. Nachdem im Juni 1241 der französische König Ludwig IX. seinen Bruder Alfons als Graf von Poitou eingesetzt hatte, plante er angesichts dieser Provokation sofort einen neuen Gegenschlag. Die Unzufriedenheit mehrerer französischer Adliger, zumeist ehemalige Vasallen der Plantagenets, sollte das Unternehmen zusätzlich begünstigen. Eine Schlüsselrolle spielte dabei die Vermittlung durch Heinrichs Mutter, Isabella von Angoulême, die in zweiter Ehe mit dem Grafen Hugo X. von Lusignan verheiratet war. Hugo war ein notorischer Opportunist und ehemals selbst ein Gegner der Plantagenets. Nun avancierte er bald zum Haupt einer Opposition poitevinischer Adliger gegen die französische Krone und war dafür bereit, sich mit seinem Stiefsohn zu verbünden. Die Allianz wurde 1241 in Pons geschlossen, der englische König war dort durch seinen Seneschall der Gascogne vertreten. Den Verschwörern trat auch Lusignans Schwiegersohn, Graf Raimund VII. von Toulouse, und mit ihm der größte Teil der südfranzösischen Fürsten bei, die ihre durch den Albigenserkreuzzug verlorenen Machtstellungen zurückerlangen wollten.
Im Januar 1242 berief Heinrich III. das Parlament nach Westminster, aber entweder aus Realismus, weil sie die schlechten Chancen des Königs richtig einschätzten, oder aus mangelndem Interesse, weil sie selbst wenig Ansprüche auf das Poitou hatten, waren die Magnaten nur bereit, das Schildgeld für den Feldzug zu zahlen. Einer darüber hinaus gehenden Steuer verweigerten sie ihre Zustimmung, wobei sie sich auf den noch geltenden Waffenstillstand mit Frankreich beriefen. Heinrich III. ließ sich jedoch nicht von seinem Ziel abbringen. Er ernannte während seiner Abwesenheit den Erzbischof von York zum Regenten von England, ordnete an, dass ständig 15 mannshohe Kerzen am Schrein von Eduard dem Bekenner in Westminster Abbey brennen sollten und bestimmte für den Fall seines Todes Königin Eleonore und ihre Onkel, nicht jedoch seinen Bruder Richard von Cornwall zum Regenten für den unmündigen Thronfolger Eduard. Er konnte etwa £ 35.000 für den Feldzug aufwänden, wovon fast die Hälfte durch die Besteuerung der Juden erbracht wurde. Obwohl sieben englische Earls ihn begleiteten, bestand seine Streitmacht dennoch aus kaum 200 Rittern, von denen etwa die Hälfte aus seinem Haushalt kam, und dem dazugehörigen Fußvolk. Nach einer Wallfahrt nach Ostengland brach der König mit seinem Heer am 9. Mai 1242 von Portsmouth aus auf einem komfortabel eingerichteten Schiff ins Poitou auf.

## Kriegsbeginn
Zu dieser Zeit hatte der Konflikt zwischen den abtrünnigen Vasallen des französischen Königs und ihrem Oberherrn bereits begonnen. Hugo X. von Lusignan hatte bereits Weihnachten 1241 offen abgelehnt, Alfons von Poitiers als Grafen von Poitou zu huldigen. Seine Rebellion eröffnete er öffentlich, indem er das Haus des Grafen in Poitiers niederbrannte. König Ludwig IX. von Frankreich berief daraufhin am 28. April in Chinon sein Heer ein, das er gemeinsam mit seinem Bruder, Graf Alfons, gegen die Rebellen führen wollte. Am 13. Mai 1242 landete Heinrich III. bei Royan an der Küste der Saintonge. Erst am 20. Mai erreichten sie Pons, wo Heinrich III. zunächst die weitere Entwicklung abwartete. Er hoffte auf Verhandlungen, mit denen Ludwig IX. sich seinen Abzug erkaufen sollte, oder auf weitere Verstärkungen aus England. Dazu versuchte er weitere Verbündete zu gewinnen. Er verlobte Richard von Cornwall mit Sancha, einer Tochter von Graf Raimond von der Provence und eine jüngere Schwester seiner Frau Eleonore. Auch Graf Raimund VII. von Toulouse war an einer Heirat mit ihr interessiert gewesen, doch konnte er nun Margerethe von Lusignan, eine Tochter von Hugo X. von Lusignan heiraten und so ein Heiratsbündnis mit den Lusignans schließen.
Nachdem die Verhandlungen mit dem französischen König erwartungsgemäß ohne Ergebnis verliefen, kündigte Heinrich III. am 8. Juni offiziell den Waffenstillstand mit Frankreich auf und stieß vom 11. bis 19. Juni nach Saintes vor. Der weitere Vormarsch wurde allerdings durch langwierige Unterhandlungen mit dem Burgherrn von Taillebourg, Gottfried III. von Rancon, aufgehalten. Er hatte dem englischen König seine Bereitschaft zum Seitenwechsel angekündigt, verhinderte jedoch dessen weiteren Vormarsch durch aufreibende Verhandlungen. Heinrich III. zog sich daraufhin am 19. Juni wieder nach Saintes zurück. Das französische Heer war unterdessen durch das Poitou in Richtung Saintonge marschiert. Dabei eroberte es am 4. Mai Poitiers und mehrere Burgen der Aufständischen wie Béruge, Frontenay, Saint-Gelais und Thoré. Heinrich III. unternahm nun wieder einen Vorstoß nach Taillebourg und besetzte die strategisch wichtige steinerne Brücke über den Charente, um dem weiteren französischen Vormarsch zu stoppen. Am 20. Juli erreichten die Franzosen das am rechten Ufer der Charente liegende Taillebourg, dessen Herr sich nun wieder offen zum französischen König bekannte. 

## Die Schlacht
Ob bereits am 20. oder erst am 21. Juli der Angriff des überlegenen französischen Heers auf die Brücke begann, ist ungeklärt. Die Schlacht war mehr ein erbittertes Gefecht, in dem die Franzosen zu Lande und durch mit Armbrustschützen besetzte Boote die Brücke angriffen. Die Entscheidung brachte schließlich eine von den Franzosen flussabwärts errichtete Boots- und Pontonbrücke, über die die Franzosen auf das linke Ufer der Charente vorstoßen konnten. Richard von Cornwall erkannte die Gefahr und riet seinem Bruder Heinrich III. zum raschen Rückzug. Als respektierter Kreuzfahrer konnte Richard von Cornwall einen 24-stündigen Waffenstillstand aushandeln, der den Engländern den Abzug, vielmehr die Flucht nach Saintes, ermöglichte. Heinrich III. soll selbst seine Krone vergessen haben. Am 22. Juli konnten Simon de Montfort und weitere englische Ritter noch einen nächtlichen französischen Überfall abwehren, doch Heinrich III. konnte mit seinen schwachen Kräften Saintes nicht halten. Um nicht eingeschlossen zu werden, zog er sich rasch nach Bordeaux zurück. Nur eine Erkrankung des französischen Königs stoppte die weitere Verfolgung durch das französische Heer.

## Weiterer Kriegsverlauf
Am 24. Juli ergab sich Saintes dem französischen König und am 1. August Blaye. Hugo X. von Lusignan und Heinrichs Mutter Isabella unterwarfen sich angesichts ihrer aussichtslosen Position am 1. August dem französischen König, womit der Krieg um das Poitou entschieden war. Nur die Inseln Oléron und Ré konnten als Rest des Poitou von den Engländern gehalten werden. 
Das französische Heer hatte während der Kämpfe nur geringe Verluste hinnehmen müssen. Allerdings brach auf dem Rückmarsch nach Paris eine schwere Seuche aus, die unter anderem auch König Ludwig IX. befiel. Die Niederlage des englischen Königs bedeutete auch das Ende der im Mai 1242 begonnenen Rebellion von Graf Raimund VII. von Toulouse. Seine Verbündeten, die Könige von Kastilien, Aragon und Navarra, zogen sich daraufhin zurück. Im Januar 1243 musste Raimond von Toulouse sich bei Montargis dem französischen König unterwerfen. Von Bordeaux aus organisierte Heinrich III. eine mehrmonatige Seeblockade gegen La Rochelle, unternahm jedoch keine weiteren Vorstöße mehr. Im Januar 1243 hoffte er durch eine diplomatische Mission Kaiser Friedrich II. zu einem gemeinsamen Bündnis gegen Frankreich zu gewinnen. Nachdem dies aber gescheitert war, brach er die Blockade Anfang März 1243 ab. Am 5. April 1243 schloss er mit Ludwig IX. einen Waffenstillstand für die Dauer von fünf Jahren. Heinrich III. blieb noch mehrere Monate in der Gascogne, ehe er nach England zurückreiste und am 9. Oktober wieder Portsmouth erreichte.

## Folgen
Aufgrund des fehlgeschlagenen Feldzuges vermied Heinrich III. in den nächsten Jahren größere Konfrontationen. Er unternahm keinen weiteren Feldzug gegen den französischen König, sondern verlängerte 1248 und 1254 jeweils den Waffenstillstand um fünf Jahre. Von 1252 bis 1254 musste er in der Gascogne einen Aufstand, der vom König von Kastilien unterstützt wurde, niederschlagen. Darüber versöhnte er sich mit Ludwig IX., und angesichts der Adelsopposition in England schloss er 1259 den Vertrag von Paris, mit dem er auf seine Ansprüche auf die verlorenen Länder seines Vaters verzichtete und seine verbliebenen Besitzungen in Südwestfrankreich als Lehen des französischen Königs erhielt. Darüber hinaus sollte er nach dem Tod von Alfons von Poitiers die südlich der Charente gelegenen Teile der Saintonge zurückerhalten. Alfons von Poitiers starb 1271 ohne männliche Nachkommen, so dass die Saintonge wieder an Heinrich III. fiel.